# Comitaatshuis (Košice)
Het Comitaatshuis (Slowaaks: Župný dom) in de Oost-Slowaakse stad Košice is een paleis, gelegen aan de Hlavná-straat 27 (Slowaaks: « Hlavná ulica »).

## Geschiedenis
Op het perceel waar anno 2021 het « Huis van het Regeringsprogramma van Košice » staat, waren aanvankelijk, in de 18e eeuw, twee voorname huizen. Deze werden mettertijd gesloopt. Het huidige paleis op die plaats werd later, in 1779 gebouwd. Het was in de barok-classicistische stijl ontworpen, door architect Ján Langer van de "Keizerlijke Kamer in Wenen". Het paleis evolueerde tussen 1887 en 1889 naar zijn huidige vorm na aanpassingswerken onder leiding van ingenieur Gustav Markó volgens een project van architect Vojtech Gerster.
De voor- en achtervleugel van het gebouw werden toen aangepast en er werden kleine zijvleugels bijgebouwd.
In de jaren 1960 en 1961 onderging het paleis een gedeeltelijke renovatie en van 1971 tot 1975 werd een algemene verbouwing tot museum uitgevoerd. Een andere renovatie, ditmaal van de gevel, volgde in 2005.

## Gebruik

### 19e eeuw
In dit paleis was tot 1918 de bestuurszetel van het comitaat "Abaúj-Torna" (Hongarije) gevestigd. Een voorstelling van dat wapen ziet men aan de gevel op grote hoogte, in het midden van het fronton.

### 20e eeuw
Vanaf het einde van de Tweede Wereldoorlog, in 1918, verloor Hongarije een deel van zijn grondgebied. Toen werd het noordelijke deel van het comitaat Abaúj-Torna toegewezen aan de Eerste Tsjecho-Slowaakse Republiek. Het bestuur van dit noordelijke landsdeel bleef onveranderd in dit paleis gevestigd, tot de Tsjecho-Slowaakse regering in het jaar 1928 het staatsbestuur reorganiseerde.
In 1945 werd het gebouw gedurende enkele weken gebruikt door de regering van Tsjecho-Slowakije, die destijds kortstondig in Košice gehuisvest was. Op 5 april 1945 werd hier in de vergaderzaal op de gelijkvloerse verdieping (de zogenaamde "historische zaal"), het toenmalige regeringsprogramma afgekondigd. Om die reden werd het paleis omgedoopt tot "Huis van het Regeringsprogramma van Košice".
Op 28 juni 1963 werd het gebouw geregistreerd als « Nationaal cultureel monument ». Sedert 1992 is er een museumgalerij in ondergebracht : de zogenoemde "Julius Jakoby Galerij", ook "Oost-Slowaakse Galerij" genoemd (Slowaaks: Východoslovenská galéria).

## Illustraties

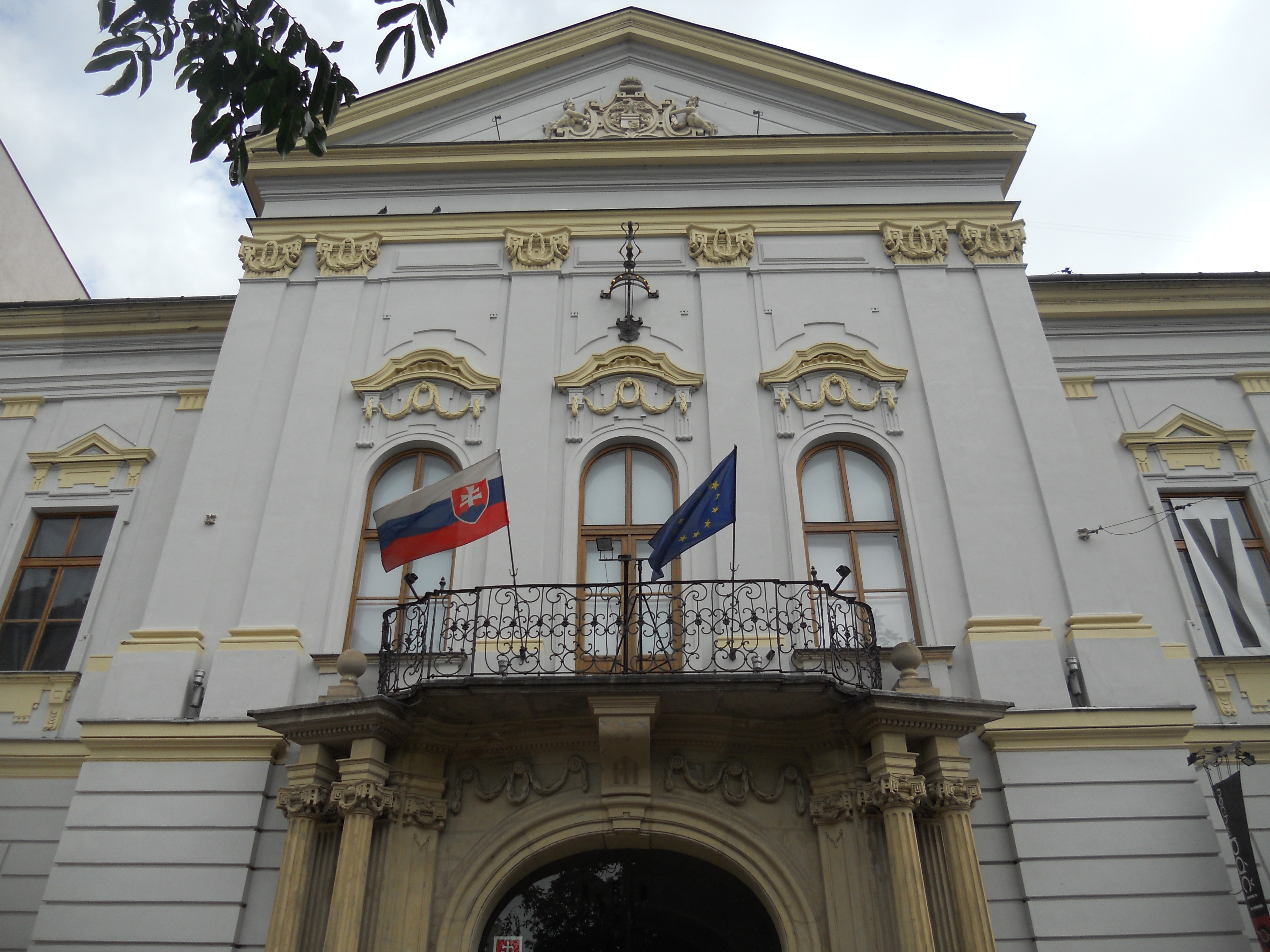
Hoog boven aan de gevel ziet men het wapen van het comitaat Abaúj-Torna, in het centrum van het fronton.
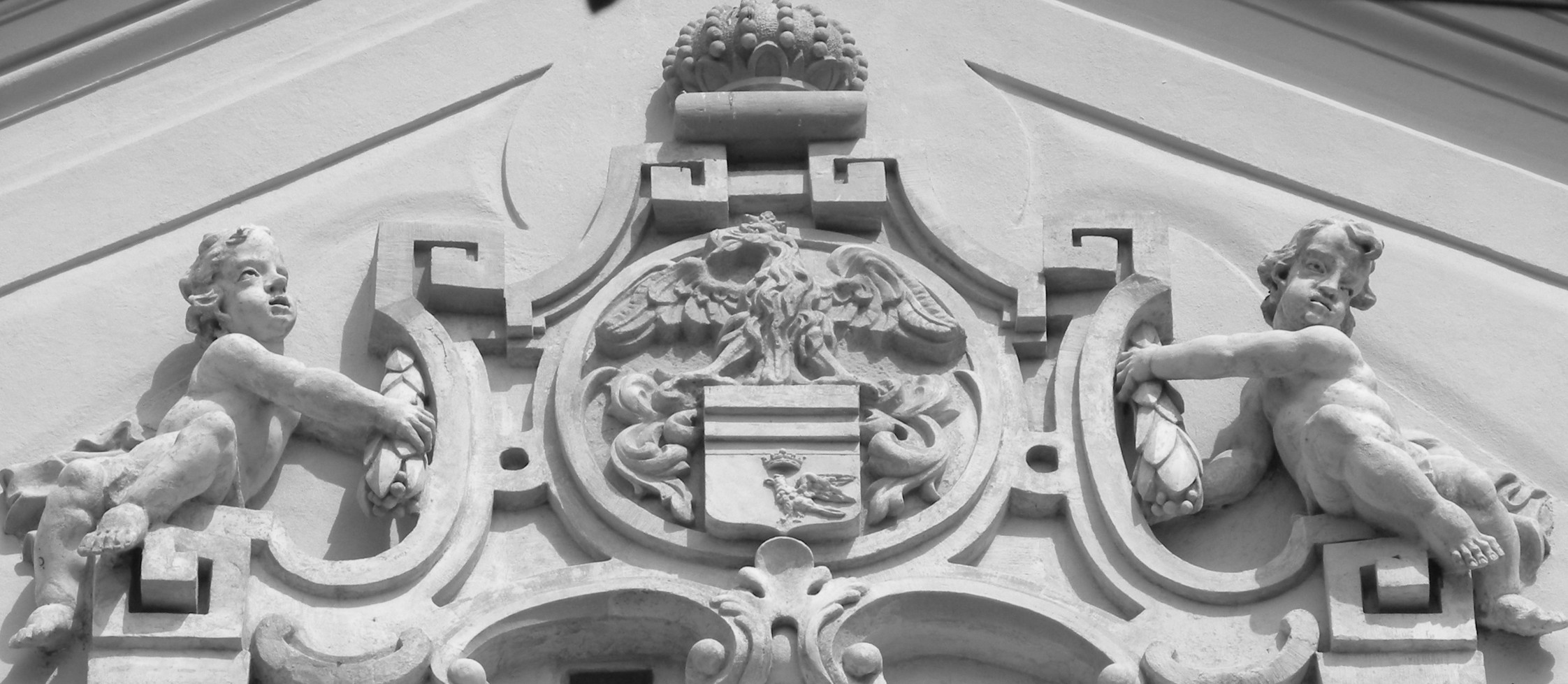
Wapen van het comitaat Abaúj-Torna.
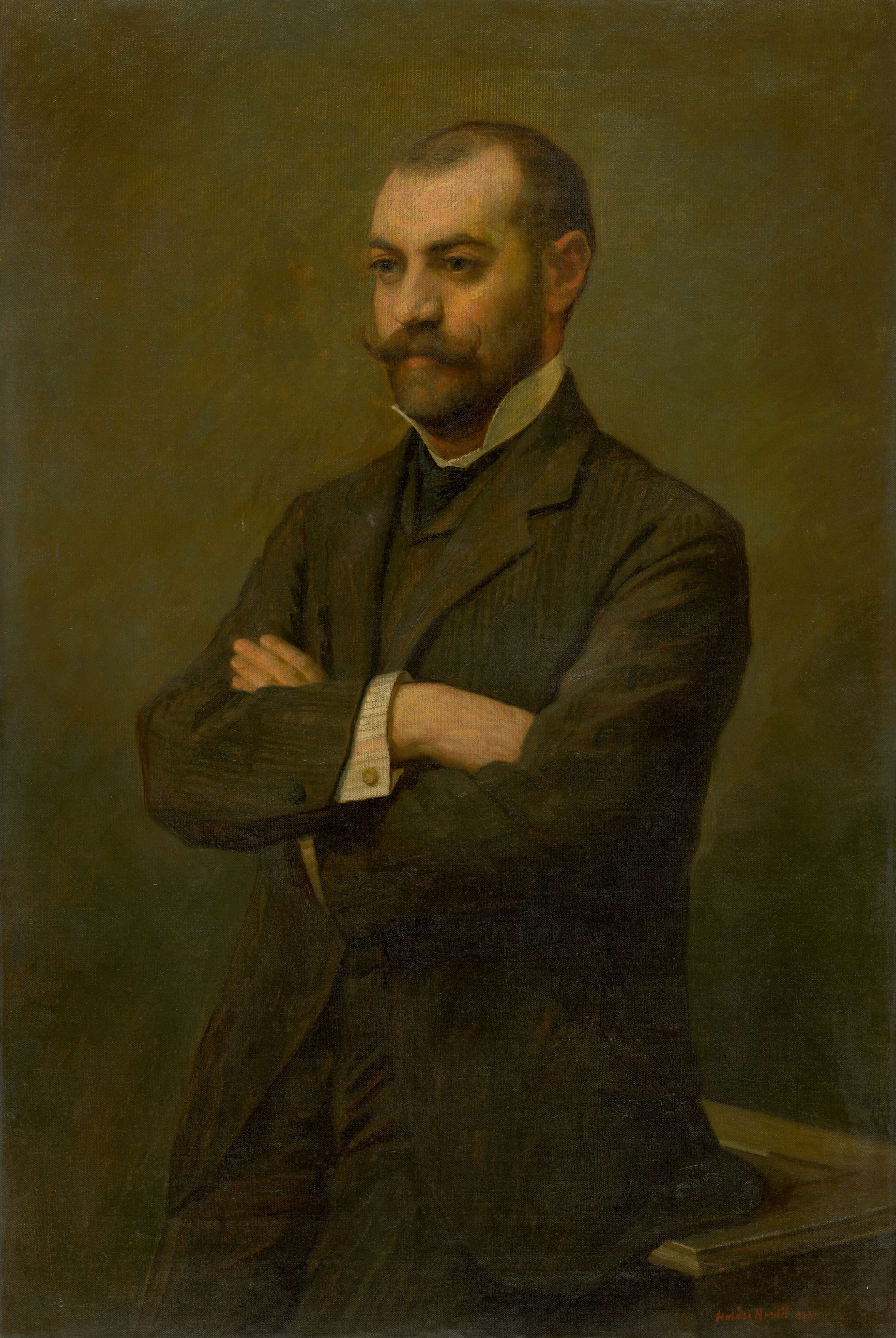
Portret van Felixa Halmiho, gemaakt door Elemír Halász-Hradil, in het museum : "Oost-Slowaakse Galerij".
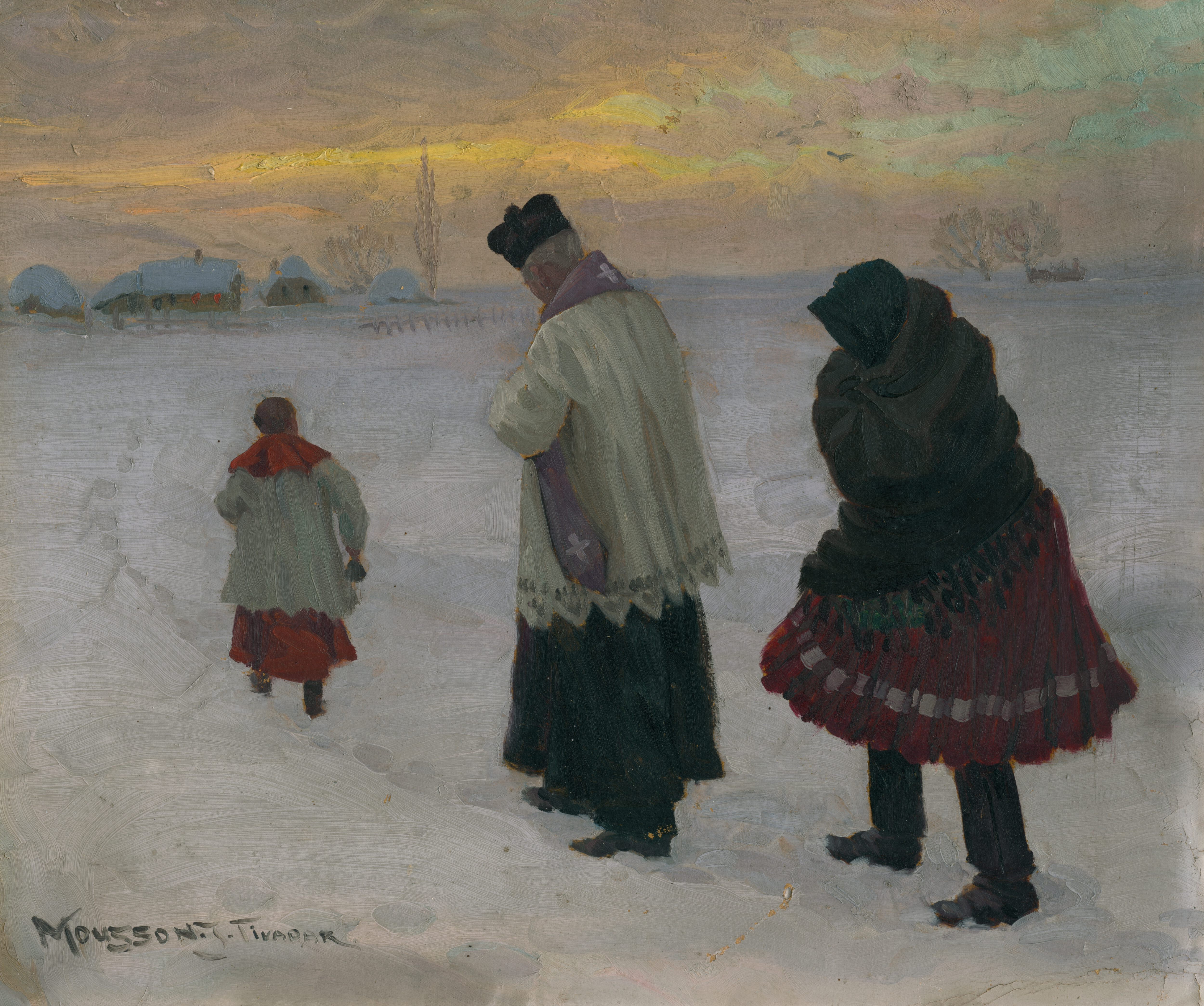
Schilderij : "Op weg naar de laatste zalving", gemaakt door Jozef Theodor Mousson, in het museum : "Oost-Slowaakse Galerij".